# Micmac
Pour les articles homonymes, voir Micmac (homonymie).
Le micmac, mi’gmaq ou mi’kmaq (autonyme : est Miꞌkmawiꞌsimk ou lnuismk), est une langue autochtone de la famille des langues algonquiennes parlée par la nation micmaque.
En 2016, Statistique Canada recense 7 140 personnes dont la langue maternelle est le micmac et 8 870 personnes qui savent parler la langue. En 2013, on recense 205 personnes parlant micmac aux États-Unis.
En 2021, le micmac est la langue maternelle de 6 495 personnes au Canada.
Le 7 avril 2022, une loi est proposée par le gouvernement de la Nouvelle-Écosse pour faire du micmac la « première langue » de la province. La loi est votée et entre en vigueur le 1er octobre 2022,,

## Écriture
L'origine des hiéroglyphes micmacs est un sujet de controverse. Une publication du gouvernement du Québec, attribue l'écriture en hiéroglyphes des Micmacs à un missionnaire français, Chrétien Le Clercq. Celui-ci a dit avoir adapté des symboles, que des enfants traçaient sur des morceaux d'écorce d'arbre en tant qu'aide-mémoire, en un système adéquat pour l'écriture de prières. D'autres sources l'attribuent de façon improbable à une visite d'Égyptiens de l'Antiquité. Une autre source porte à croire que cette forme d'écriture existait avant l'arrivée des Français et qu'elle est originale aux Micmacs.
Le père Pacifique (Henri-Louis-Joseph Buisson) a laissé des écrits sur la langue micmaque ainsi que dans cette langue. En 1906, il publie un almanach en langue micmaque et, plus tard, un catéchisme. En 1921, il publie avec difficulté un livre sur les hiéroglyphes micmacs.

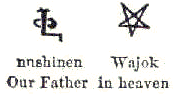
Un extrait d'un livre de prières micmaques : selon la légende en anglais, le premier hiéroglyphe signifie « père » et le deuxième, « ciel », formant donc le début du Notre Père.

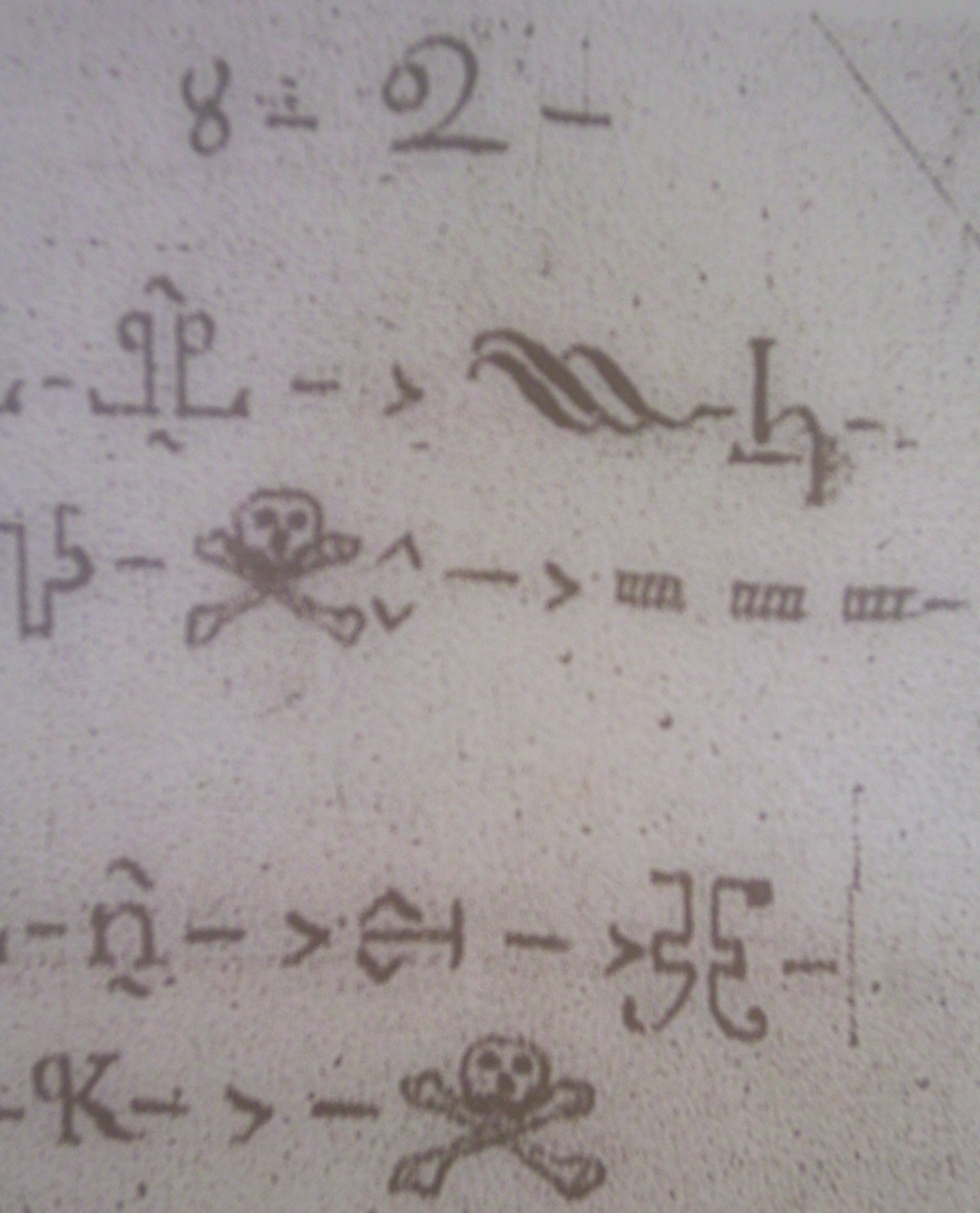
Texte en micmac à Louisbourg, Nouvelle-Écosse.

| API           | a | a:  | e | e: | i | i: | ə | dʒ/tʃ | g/k | l | m | n | o | o:  | b/p | x | s | d/t | u  | u:   | w | j |
| ------------- | - | --- | - | -- | - | -- | - | ----- | --- | - | - | - | - | --- | --- | - | - | --- | -- | ---- | - | - |
| Francis-Smith | a | á   | e | é  | i | í  | ɨ | j     | k   | l | m | n | o | ó   | p   | q | s | t   | u  | ú    | w | y |
| Listuguj      | a | a'  | e | e' | i | i' | ' | j     | g   | l | m | n | o | o'  | p   | q | s | t   | u  | u'   | w | y |
| Lexique       | a | a:  | e | e: | i | i: | ɨ | j     | k   | l | m | n | o | o:  | p   | q | s | t   | u  | u:   | w | y |
| Pacifique     | a | a   | e | e  | i | i  |   | tj    | g   | l | m | n | ô | ô   | p   |   | s | t   | o  | o    |   |   |
| Rand          | ă | a â | ĕ | ā  | ĭ | e  | ŭ | ch    | c k | l | m | n | ŏ | o ō | b   | h | s | d t | ŏŏ | oo u | w | y |

## Lieux en langue micmaque
- Québec, du micmac Gepèèg (détroit, rétrécissement du fleuve)
- Acadie, du micmac (hypothèse) algatig (lieu de campement)
- Gaspésie, du micmac Gespegeoag (dernières terres acquises)
- Restigouche et Ristigouche, du micmac Listuguj (désobéissance au père ou rivière se divisant comme la main) incertain
- Cascapédia, du micmac Gesgapegiag (où s'élargit la rivière)
- Gaspé, du micmac Gespeg (fin des terres)
- Tracadièche, du micmac tracadigash (lieux où se tiennent les hérons)
- Paspébiac, du micmac Ipsigiag (batture fendue, barachois)
- Matapédia, du micmac Matapediag (rencontre des eaux, confluent)
- Amqui, du micmac Ankwi (là où les eaux s'amusent)
- Lac-Humqui, du micmac Ankwi ou Unkoui (là où les eaux s'amusent)
- Sayabec, du micmac Sakpediak (sak : remplie, pédiak : rivière ; rivière remplie)
- Causapscal, du micmac Goesôpsiag (la pierre qui brille au fond de l'eau, pointe caillouteuse)
- Kouchibouguac, dérive du micmac Pijeboogwek partiellement corrompu par le français (rivière aux longues marées)
- Shediac, du micmac Esedeiik (qui remonte loin)
- Bouctouche, du micmac Chebooktoosk (grand petit havre)
- Richibouctou, du micmac kitchipogteo ou gtjipotog (le grand feu)
- Mowebaktabaak (grande baie), aujourd'hui le nom porté par la baie est la baie des Chaleurs